# Saint-Angel, Corrèze
Saint-Angel là một xã thuộc tỉnh Corrèze trong vùng Nouvelle-Aquitaine miền trung Pháp.